# 秋間直人
秋間 直人（あきま なおと、2000年9月19日 - ）は、日本の男子バレーボール選手である。

## 来歴
愛知県名古屋市出身。
名古屋市立桜台高等学校、早稲田大学を経て、2022/23シーズン、V.LEAGUE DIVISION1 MEN（V1男子）に所属する堺ブレイザーズ（現・日本製鉄堺ブレイザーズ）の内定選手となった。内定選手としてV1男子の試合に出場し、Vリーグデビューを果たした。
2023年、大学卒業後に、堺ブレイザーズに入団した。同年9月2日、第65回近畿6人制バレーボール総合男子選手権大会で負傷。肘関節脱臼による橈骨頭骨折・内外側靭帯損傷で全治6か月と診断された。

## 所属チーム
- 名古屋市立桜台高等学校（2016-2019年）
- 早稲田大学（2019-2023年）
- 堺ブレイザーズ/日本製鉄堺ブレイザーズ（2023年-）